# Sophie von Kühn

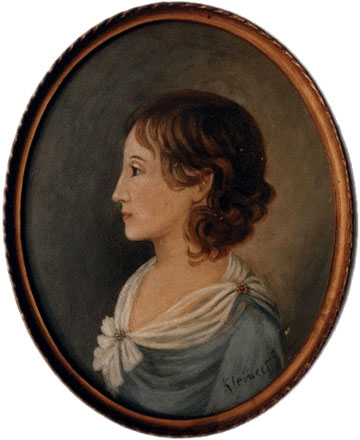
Sophie von Kühn

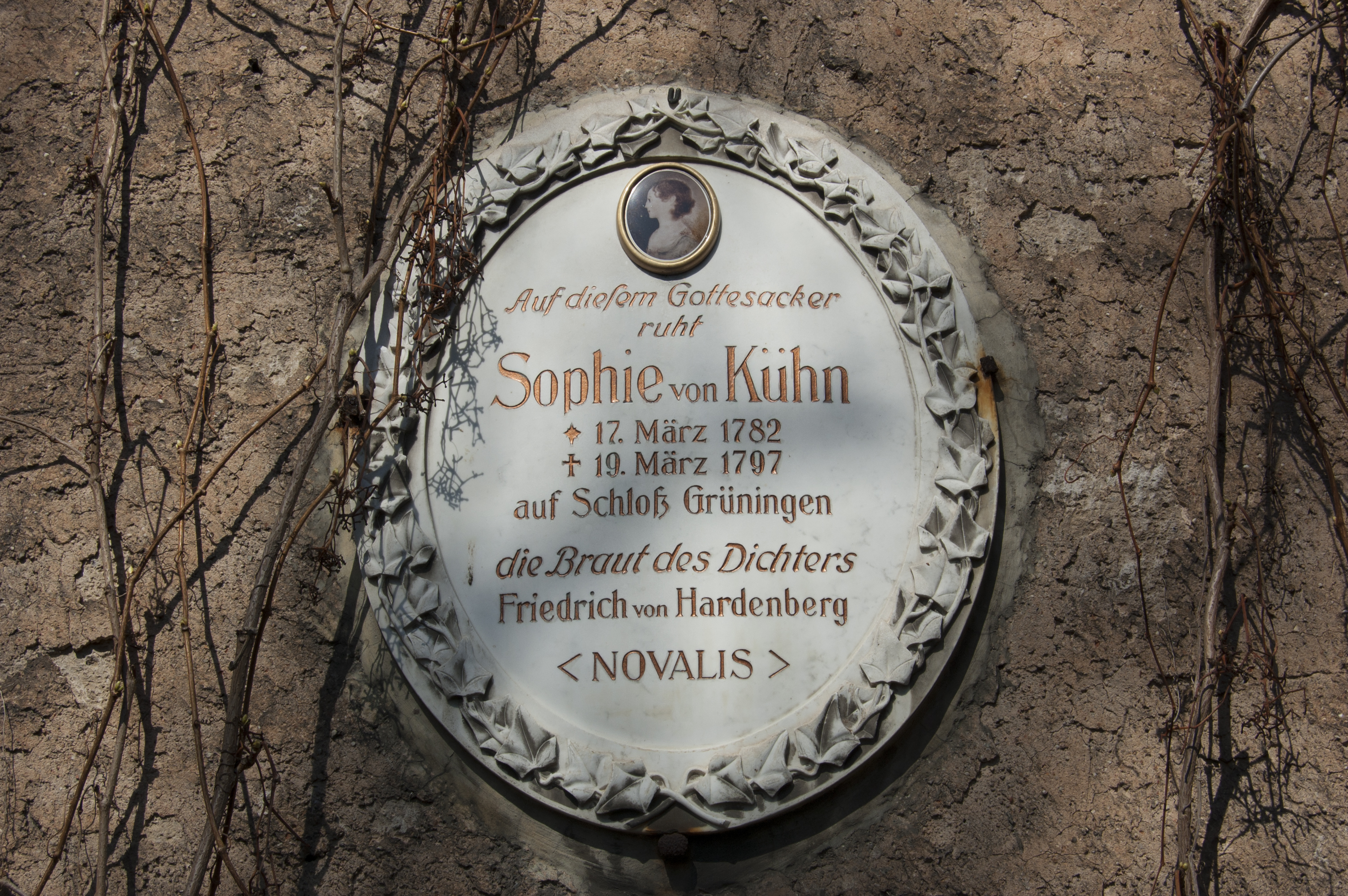
In die Wand der Dorfkirche von Grüningen eingelassene Gedenktafel für Sophie von Kühn

Christiane Wilhelmine Sophie von Kühn (* 17. März 1782; † 19. März 1797 in Grüningen) war die Verlobte Friedrich von Hardenbergs (Novalis), die im Alter von 15 Jahren starb. Ihr Andenken bewahrte er in vielen seiner Werke, insbesondere in den Hymnen an die Nacht (1800).

## Leben
Sophie war die Stieftochter des Hauptmanns Johann Rudolph von Rockenthien und Tochter der Sophie Wilhelmine von Kühn. Auf dem Schloss Grüningen begegneten sich am 17. November 1794 die zwölfjährige Sophie und der 22-jährige Novalis zum ersten Mal. Novalis teilte seinem Bruder Erasmus von Hardenberg in einem Brief darüber mit, dass eine „Viertelstunde“ über sein Leben entschieden habe. Am 15. März 1795, kurz vor ihrem dreizehnten Geburtstag, gab es schon ein inoffizielles Verlöbnis mit Friedrich von Hardenberg.
Im November 1795 erkrankte Sophie an Leberentzündung und Lungentuberkulose, erholte sich aber scheinbar wieder. Nach drei schweren Operationen (damals noch ohne Narkose) zwischen Mai und Juli 1796  in Jena bei Dr. Johann Stark verstarb sie jedoch am 19. März 1797 auf dem Schloss Grüningen. Die Todesanzeige ihrer Familie zu Sophies Tod erschien in der Leipziger Zeitung am Sonnabend, dem 25. März 1797.
Sophie hatte zwei Schwestern (Friederike und Karoline) sowie zwei Brüder (George und Hans von Kühn), außerdem eine Halbschwester aus der ersten Ehe ihres Vaters Johann Georg von Kühn, Wilhelmine von Kühn, und weitere vier Halbgeschwister aus der Ehe ihrer Mutter mit Johann Rudolph von Rockenthien.

## Thematisierung in der Literatur
- Penelope Fitzgeralds Roman Die blaue Blume thematisiert die Liebe zwischen Friedrich von Hardenberg und Sophie von Kühn. 1997 erhielt Fitzgerald als erste nichtamerikanische Schriftstellerin den National Book Critics Circle Award for Fiction. 2015 wählten 82 internationale Literaturkritiker und -wissenschaftler ihn auf die Auswahlliste der hundert bedeutendsten britischen Romane.[4]

## Einzelbelege
1. ↑  Novalis Schriften. Historisch-kritische Ausgabe. 5. Band: Materialien und Register. Hrsg. von Hans-Joachim Mähl und Richard Samuel. Wissenschaftliche Buchgesellschaft (Lizenzausgabe), Darmstadt 1988, S. 379, 874; Gerhard Schulz: Novalis. Leben und Werk Friedrich von Hardenbergs. Beck, München 2011, ISBN 978-3-406-62781-1, S. 84.
 Andere Quellen nennen als Verlobungstag abweichend den 17. März 1785, Sophies 13. Geburtstag, etwa Lektürehilfe.de.
2. ↑  Ludger Lütkehaus: Novalis folgt der Geliebten in den Tod. In: nzz.ch. 22. November 2013, abgerufen am 2. Mai 2022.
3. ↑  Andrea Wulf: Fabelhafte Rebellen : die frühen Romantiker und die Erfindung des Ich. C. Bertelsmann, 2022, S. 118 ff.
4. ↑  The Guardian: The best British novel of all times – have international critics found it? aufgerufen am 31. Januar 2016

| Personendaten    | Personendaten                                               |
| ---------------- | ----------------------------------------------------------- |
| NAME             | Kühn, Sophie von                                            |
| ALTERNATIVNAMEN  | Kühn, Christiane Wilhelmine Sophie von (vollständiger Name) |
| KURZBESCHREIBUNG | Verlobte Friedrich von Hardenbergs (Novalis)                |
| GEBURTSDATUM     | 17. März 1782                                               |
| STERBEDATUM      | 19. März 1797                                               |
| STERBEORT        | Grüningen (Greußen)                                         |